# Baćin Dol
Baćin Dol je naseljeno mjesto u Republici Hrvatskoj u općini Cernik u Brodsko-posavskoj županiji.

## O naselju
Naselje Baćin Dol s površinom od 10,32 km2, nalazi se na razmeđu Psunja i Požeške odnosno Babje gore,  na državnoj cesti D51, koja od autoceste A3 vodi prema Požegi i dalje prema Našicama.  Od općinskog središta Cernik udaljeno je 6.4 km, a od Nove Gradiške 8 km.
Istočno, 2 km od sela, na stožastu brijegu ostaci su najstarije srednjovjekovne utvrde Gračanice koju narod još zove Gradac i Turski grad. Prema nekim istraživačima, gradnja utvrde datira s prijelaza iz 13. na 14. stoljeće. 
Poznat je podatak da je godine 1476. utvrda pripadala plemićima Zenišćanskim, kasnije Deževićima Cerničkim. Oko 1536. godine utvrdu su zauzeli Turci, a vjeruje se da im je koristila kao karaula. Legenda govori o postojanju katakombi sa željeznim vratima ispod utvrde, što je bilo povodom mnogim prekapanjima unutar zidina od strane lokalnih znatiželjnika i "istraživača", u potrazi za skrivenim blagom. 
Nešto sjevernije od Gračanice, na brijegu nedaleko od potoka Putnjaka prepoznatljivi su ostaci zida i suhih opkopa još jedne utvrde koju tek treba istražiti. 
Zapadno od sela, na manjem brdu zvanom Gradina, također su vidljivi ostaci stare utvrde. Nema pisanog zapisa o nijednoj utvrdi.
U obližnjem Gračačkom potoku mogu se naći okamine riba i školjaka. U okolici su pronađeni ostaci rimske kulture. 
U Baćindolu je 1859. g, otvorena prva bušotina za industrijsko iskorištavanje nafte u Hrvatskoj, a tu je bio izgrađen i pogon za dobivanje kolomasti. 
"Organizirano istraživanje i vađenje nafte započelo je u XIX. st., a bilo je regulirano Austrijskim općim rudarskim zakonom iz 1854. Otkrivena su ležišta u Selnici, Peklenici, Ribnjaku, Velikom Pogancu, Mikleuški, Baćin Dolu i Starom Petrovu Selu. Pisani trag o vađenju nafte u Peklenici u Međimurju iz bunara dubokoga nekoliko metara postoji iz 1836., a crpenje rudarskim načinom započelo je 1855. u Mikleuški. Uz dobivanje nafte razvijala se i preradba, pa su u Baćin Dolu i Mikleuški izgrađeni pogoni za dobivanje kolomasti" (izvor Leksikografski zavod Miroslav Krleža). 
U dubini zemlje ima tople slane vode, već spomenutog mineralnog ulja, te lignita.
Znamenitost sela je ta da je u tursko doba bilo nazivano "selom bez dimnjaka". Jer, kako bi izbjegli plaćanje nameta i poreza Turcima, njegovi stanovnici su gradili kuće bez vidljivih dimnjaka na krovu kuća, s obzirom na to da su Turci ubirali harač prema broju dimnjaka.
Pučku je školu selo dobilo 1895. g., a današnja škola je podignuta 1972. godine.  
U selu radi prodavaonica mješovite robe, gostionica i poljoprivredna apoteka. 
Od društava djeluje DVD. 
Inače, kraj je pogodan za planinarenje, a Baćin Dol je često i polazišna točka mnogobrojnim planinarima na dijelu Slavonskog planinarskog puta - Slavonskoj planinarskoj transverzali. 
U Baćin Dolu se nalazi katolička crkva Sv. Marije Magdalene, a kirvaj je na blagdan sv. Blaža, 3. veljače. 
Na taj se dan svake godine dijeli blagoslov grla, pri čemu svećenik s dvjema svijećama pristupa vjerniku i moli. 
Drvena kapelica Sv. Blaža postojala je negdje u pobrđu, a nakon naseljavanja življa uz cestu, na današnjem groblju podignuta je i druga drvena kapela, kapela Sv. Marije Magdalene (1716.). 
Današnja crkva u središtu sela izgrađena je 1849, g., zvonik je dobila 1902., a potpuno je obnovljena 1998. kad ju je blagoslovio msgr. dr. Antun Škvorčević, biskup požeški. Tijekom obnove postalo je očito da većina njezinog građevinskog materijala (kamena) potječe iz obližnje utvrde Gračanica.
Prema popisu iz 2021. godine Baćin Dol broji 297 stanovnika koji žive u 110 kućanstava. Gospodarsku osnovu čine poljodjelstvo, stočarstvo i trgovina. 
Zanimljiv je podatak da je godine 1857. u selu živjelo 420 stanovnika, a taj je broj rastao sve do 1948.g. kada je zabilježeno 628 žitelja. 
Na žalost, danas se taj broj više nego prepolovio.
Područje je od posebne državne skrbi.

## Zemljopis
Baćin Dol se nalazi sjevernoistočno od Cernika i Nove Gradiške između južnih padina Psunja i zapadnih obronaka Požeške, odnosno Babje gore, na cesti prema Požegi, susjedna sela su Opatovac i Banićevac na sjeveru, Šumetlica na zapadu te Bukovica na jugu.

## Stanovništvo
Prema popisu stanovništva iz 2021. godine Baćin Dol je imao 297 stanovnika. 
| broj stanovnika | 420   | 445   | 430   | 497   | 523   | 615   | 574   | 605   | 624   | 613   | 583   | 583   | 482   | 441   | 442   | 381   | 302   |
|                 | 1857. | 1869. | 1880. | 1890. | 1900. | 1910. | 1921. | 1931. | 1948. | 1953. | 1961. | 1971. | 1981. | 1991. | 2001. | 2011. | 2021. |